# East Kent Mavericks
Gli East Kent Mavericks sono una squadra di football americano di Canterbury, in Inghilterra; fondati nel 2001 come squadra di flag football col nome di Canterbury Coyotes, l'anno successivo si trasferirono ad Aylesford diventando Invicta Coyotes, per tornare a Canterbury nel 2004 come squadra di football americano col nome di East Kent Mavericks.

## Dettaglio stagioni

### Amichevoli
| Stagione | Vin | Par | Per | Tot | PF | PS | avversaria        |
| -------- | --- | --- | --- | --- | -- | -- | ----------------- |
| 2015     | 1   | 0   | 0   | 1   | 33 | 32 | Wembley Stallions |
| Totale   | 1   | 0   | 0   | 1   | 33 | 32 |                   |

### Tornei nazionali

#### Campionato

##### BAFA NL Premiership
| Stagione | regular season | regular season | regular season | regular season | regular season | regular season | playoff | playoff | playoff | playoff | playoff | playoff   | playoff    |
|          | Vin            | Par            | Per            | Tot            | PF             | PS             | Vin     | Per     | Tot     | PF      | PS      | risultato | avversaria |
| -------- | -------------- | -------------- | -------------- | -------------- | -------------- | -------------- | ------- | ------- | ------- | ------- | ------- | --------- | ---------- |
| 2014     | 1              | 0              | 7              | 8              | 133            | 332            | -       | -       | -       | -       | -       | -         | -          |
| Totale   | 1              | 0              | 7              | 8              | 133            | 332            | -       | -       | -       | -       | -       |           |            |

Fonti: Enciclopedia del Football - A cura di Massimo Mezzetti

##### BAFA NL Division One
| Stagione | regular season | regular season | regular season | regular season | regular season | regular season | playoff | playoff | playoff | playoff | playoff | playoff   | playoff    |
|          | Vin            | Par            | Per            | Tot            | PF             | PS             | Vin     | Per     | Tot     | PF      | PS      | risultato | avversaria |
| -------- | -------------- | -------------- | -------------- | -------------- | -------------- | -------------- | ------- | ------- | ------- | ------- | ------- | --------- | ---------- |
| 2015     | 2              | 0              | 8              | 10             | 123            | 321            | -       | -       | -       | -       | -       | -         | -          |
| 2018     | 0              | 0              | 10             | 10             | 112            | 337            | -       | -       | -       | -       | -       | -         | -          |
| Totale   | 2              | 0              | 18             | 20             | 235            | 658            | -       | -       | -       | -       | -       |           |            |

Fonti: Enciclopedia del Football - A cura di Massimo Mezzetti

##### BAFA NL Division Two
| Stagione | regular season | regular season | regular season | regular season | regular season | regular season | playoff | playoff | playoff | playoff | playoff | playoff                              | playoff             |
|          | Vin            | Par            | Per            | Tot            | PF             | PS             | Vin     | Per     | Tot     | PF      | PS      | risultato                            | avversaria          |
| -------- | -------------- | -------------- | -------------- | -------------- | -------------- | -------------- | ------- | ------- | ------- | ------- | ------- | ------------------------------------ | ------------------- |
| 2016     | 8              | 0              | 2              | 10             | 318            | 121            | 0       | 1       | 1       | 12      | 54      | Quarti di finale Southern Conference | Bristol Apache      |
| 2017     | 7              | 0              | 3              | 10             | 316            | 168            | 0       | 1       | 1       | 7       | 34      | Quarti di finale Southern Conference | Berkshire Renegades |
| 2022     | 3              | 0              | 5              | 8              | 163            | 113            | -       | -       | -       | -       | -       | -                                    | -                   |
| Totale   | 18             | 0              | 10             | 28             | 797            | 402            | 0       | 2       | 2       | 19      | 88      |                                      |                     |

Fonti: Enciclopedia del Football - A cura di Massimo Mezzetti

### Riepilogo fasi finali disputate
| Anno           | Luogo | Evento               | Fase del torneo                      | Incontro                                  | Risultato |
| 21 agosto 2016 |       | BAFA NL Division Two | Quarti di finale Southern Conference | East Kent Mavericks - Bristol Apache      | 12 - 54   |
| 20 agosto 2017 |       | BAFA NL Division Two | Quarti di finale Southern Conference | Berkshire Renegades - East Kent Mavericks | 34 - 7    |